# X-Plane
X-Plane es un simulador de vuelo producido por Laminar Research y creado por Austin Meyer. Está disponible tanto para ordenadores como para dispositivos móviles. La versión de ordenador está diseñada para macOS, Microsoft Windows y Linux, mientras que la versión móvil está diseñada para Android, iOS y webOS.
Es uno de los principales simuladores de vuelo que compiten contra Microsoft Flight Simulator. De acuerdo con su desarrollador, se trata de un simulador extremadamente preciso, basado en el cálculo del efecto del flujo de aire sobre las superficies de los aviones simulados.
La Administración Federal de Aviación (FAA) de Estados Unidos de América ha autorizado su uso, con hardware específico, para el entrenamiento de pilotos de vuelo instrumental.
El propósito de este simulador es ofrecer una experiencia de vuelo lo más realista posible. Para ello, cuenta con una gama de aviones simulados, desde los más sencillos hasta los grandes reactores de línea y, además, una recreación del planeta Tierra con sus accidentes geográficos y alrededor de 18.000 aeropuertos, aeródromos y helipuertos, así como portaaviones en los que realizar sus prácticas de vuelo.
La clave del realismo de la física de vuelo de X-Plane es la creación de un túnel de viento virtual alrededor del avión, consiguiendo así efectos parecidos a los reales.
Además, este simulador ofrece unos potentes editores para editar e incluso crear cualquier tipo de aeronaves (cazas, helicópteros, avionetas, etc.) además de perfiles alares. En versiones anteriores a la 8 también se incluía un editor de escenarios, aunque actualmente existe una herramienta de terceros para llevar a cabo dicha tarea.
Al igual que otros simuladores de esta categoría, X-Plane permite la conexión a internet y el vuelo en redes gratuitas en las que se prestan servicios de control de tráfico aéreo. La red más popular en este motor es VATSIM.
Asimismo, X-Plane cuenta con una extensa comunidad de usuarios en todo el mundo, que aportan, generalmente de manera gratuita, aviones, escenarios y otros añadidos para la mejora del simulador y la experiencia de vuelo.
Tradicionalmente, X-Plane ha sido distribuido en España por Friendware, pero en el año 2006, con la versión 8 en el mercado, FX Interactive publicó una reedición de X-Plane 7 que salió en la colección de videojuegos MVM (Los mejores videojuegos del mundo), distribuida con el diario El Mundo y posteriormente en la línea económica de la compañía, llamada FX Premium, que logró el raro éxito de mantenerse en venta hasta septiembre de 2011, momento en el que la misma compañía publicó una reedición de X-Plane 8, también en su línea económica.

## Modelo de Vuelo
X-Plane se diferencia de otros simuladores al implementar un modelo aerodinámico llamado Teoría del elemento de pala. Tradicionalmente, los simuladores de vuelo emulan el rendimiento en el mundo real de una aeronave mediante el uso de Conocimiento empírico en una tabla de consulta predefinida para determinar las fuerzas aerodinámicas como la sustentación o el arrastre, que varían según las diferentes condiciones de vuelo. Estos simuladores simulan suficientemente las características de vuelo de la aeronave, específicamente aquellos con datos aerodinámicos conocidos, pero no son útiles en el trabajo de diseño, y no predicen el rendimiento de la aeronave cuando las cifras reales no están disponibles.